# Андрус Мурумець
Андрус Мурумець (англ. Andrus Murumets; нар. 20 липня 1978, Юкснурме, Саку, Гар'юмаа, Естонія) — естонський стронгмен. У 2008 році посідав п'яте місце в переліку найкращих стронгменів за версією IFSA.
Три рази брав участь в Арнольд Стронґмен Класік, найвищим його досягненням було третє місце. П'ять разів переміг у змаганні за звання Найсильнішої людини Естонії. З 2011 року працює поліцейським офіцером.

## Особисті показники
- Присідання з вагою: 385 кґ
- Вивага лежачи: 235 кґ
- Мертве зведення: 410 кґ